# SHIGERU

SHIGERU（しげる、1984年12月14日 - ）は、日本のキックボクサー。東京都出身。身長172cm。体重60kg。新宿レフティージム所属。WPMFスーパーフェザー級王者。

## 来歴
子供のころは野球と水泳に熱中していた。
東海大学に入学し、キックボクシング部と出会ったことでキックボクシングを始め、3年生でチャンピオンになったが、卒業後は就職し、一旦キックボクシングから離れた。
暫くして、AJジムに会員として入会し、キックボクシングを再開。その後仕事の関係で転勤となり、宇都宮市のMAGに入会。ここで練習を重ね、マーシャルアーツ日本キックボクシング連盟のプロライセンスを取得した。ただ、試合には出場しなかった（プロ活動ではなく、ライセンス取得を目標としたいわゆる「記念プロ」）。
宇都宮から東京に再び転勤となり、この時に現在所属している新宿レフティージムに入門。
2010年9月23日プロデビュー。現在に至る。

## 人物・エピソード
- 猫好きである。
- 2014年現在、生活をキック中心に変えて以降の練習量は週6日、1日6時間にのぼる[1]。